# Джордан Гаулден
Джордан Гаулден (англ. Jordan Houlden, 25 липня 1998) — британський стрибун у воду. Учасниця Чемпіонату світу з водних видів спорту 2022, де в стрибках з метрового і триметрового трампліна посів, відповідно, 18-те і 9-те місця. 